# Charles Eugène Delaunay
Charles-Eugène Delaunay, (Lusigny-sur-Barse departement, Aube, 9. travnja 1816. — Cherbourg, 5. kolovoza 1872.), bio je francuski astronom i mehaničar.
Delaunay je studirao kod profesora Jeana Baptistea Biota i njegovo mjesto preuzima na Sveučilištu u Parizu (1841. – 1848.), a kasnije je imenovan profesorom više 
mehanike na École polytechnique i na Sorbonne. Postao je član Francuskog instituta 1855., a ravnatelj Pariškog opservatorija postaje 1870. 
Delaunay je postizao izvanredne rezultate u oblasti racionalne mehanike i proučavao je mehaniku mjeseca kao specijalan slučaj problema triju tijela.
Delauney je nagrađen zlatnom medaljom Kraljevskog astronomskog društva (Royal Astronomical Society) 1870., i izabran je u Švedsku kraljevsku akademiju 1871. godine. Njegovo ime nalazi se na popisu 72 znanstvenika ugraviranih na Eifellovom tornju.
Utopio se kod Cherbourga, 5. kolovoza 1872. godine.